# Lauteraarhorn
O Lauteraarhorn, literalmente "pico mais forte de Aar", é uma montanha dos Alpes berneses, na Suíça, cujo cume se encontra a 4042 m de altitude, sendo assim um dos cumes dos Alpes com mais de 4000 m.
O Lauteraarhorn, que conjuntamente com o Schreckhorn forma um belo duplo cume, está situado na extremidade oriental do grupo Aar-Gothard, é de difícil acesso pois necessita de uma marcha de mais de 20 km a partir do refúgio.

## Ascensão
A primeira ascensão foi feita em 8 de agosto de 1842 por Louis Agassiz geólogo e glaciólogo de Neuchâtel (Suíça) acompanhado por Pierre Jean Édouard Desor, Christian Girard, Arnold Escher von der Linth, Melchior Bannholzer, Jakob Leuthold, que na realidade queriam subir ao Schreckhorn, mais alto (4078 m), mas se perderam no nevoeiro.

## Imagens
- «Alpen-panoramen». Vistas panorâmicas em